# Pseudencyrtus idmon
Pseudencyrtus idmon är en stekelart som först beskrevs av Walker 1848.  Pseudencyrtus idmon ingår i släktet Pseudencyrtus och familjen sköldlussteklar. Arten är reproducerande i Sverige. Inga underarter finns listade i Catalogue of Life.